# 센트럴선
센트럴선은 런던 지하철의 노선으로 노선도 상에서는 빨간색을 사용한다. 고심도의 '튜브' 선으로서 런던을 동서로 가로지르며, 총길이 74km로 지하철 노선 중에서 선로의 길이가 가장 길다. 49개의 역이 영업 중이며, 그 중에서 20개의 역이 지하 역이다. 런던 지하철 노선 중에서 두 번째로 혼잡한 노선이다. 1900년 개통했으며 차량기지는 루이슬립(Ruislip), 헤이너트(Hainault), 화이트 시티(White City)이다.

## 노선 정보
- 노선 거리: 74 km
- 궤간: 1,435mm(표준궤)
- 역 수: 49
- 복선 구간:
- 전철화 구간: 전 구간 직류 620 V, 제4궤조 방식
- 차단 장치:
- 보안 장치: ATO

## 역사
센트럴 라인(Central line)은 1900년2월 25일 센트럴 런던 레일웨이(Central London Railway)라는 이름으로 셉허드 부슈(Shepherd's Bush)에서 뱅크(Bank)까지 개통되었다. 역명은 홀랜드 파크, 노팅 힐 게이트, 퀸스로드(현재 퀸스웨이), 란카스터 게이트, 마블 아치, 옥스퍼드 서커스, 토트넘 코트 로드, 브리티시 뮤지엄, 찬컬리 래인, 세인트 폴스. 본드 스트리트 역은 1900년 9월 24일에 개통되었다.
- 1908년 5월 14일에 셉허드 부슈에서 우들 레인(Wood Lane)이 개통되었다 우드 레인 역은 현재 서클과 해머스미스 엔드 시티 노선의 우들 레인 역과는 다른 역이고 있고 현재 센트럴 노선의 우드 레인 역은 폐역되었다.
- 1912년 뱅크에서 리버풀 스트리트(Liverpool Street)역이 개통되었다.
- 1920년 우드 레인에서 엘링 보드웨이(Eailing Broadway)가 개통되었다.
- 1933년 이름이 센트럴 런던 라인(Central London line)으로 수정되었다.
- 1937년 현재의 이름은 센트럴 라인(Central Line)으로 수정되었다.
- 1946년 리버풀 스트리트에서 스트렛포드(Stratford)까지 연장되었다.
- 1947년 5월 5일 스트렛포드에서 레이튼스토운(Leytonstone)까지 연장되었다.
- 1947년 6월 30일에 우드 레인에서 엘링 보드웨이 연장에서 생긴 역 중 하나인 노스 엑턴(North Acton)에서 그린포드(Greenford)가 개통되었다.
- 1947년 11월 23일에 우드 레인 역이 화이트 시티(White City)역으로 역명이 수정되었다.
- 1947년 12월 14일에 레이튼스톤에서 헤인얼트(Hainault)를 거쳐서 우드포드(Woodford)로 가는 연장, 그리고 레이튼스톤에서 사우스 우드포드(South Woodford)를 거쳐 에핑(Epping)으로 가는 연장, 또한 에핑에서 온가(Ongar)로 가는 연장, 마지막으로 그린포드에서 웨스트 리십(West Ruislip)까지 연장하였다.
- 1994년 9월 30일 에핑에서 온가까지의 연장이 문을 닫았다. 그리고 현재의 모습을 가지게 되었다.

## 노선

### 철도 노선
센트럴 선은 46 마일 (74 km)의 길이에 49개의 역을 운영한다. 노선은 주로 복선(2 선로)으로, 레이턴스톤(Leytonstone) 남부와 화이트 시티(White City) 서부의 짧은 구간에서는 3개 선로로 넓어졌다.; 일부 구간은 다른 경로와 평행을 이루지만 선로는 다른 노선과 공유되지 않는다. 총 트랙 길이는 91.4 마일 (147.1 km)이며, 그 중 32.8 마일 (52.8 km)은 지하 구간이다.; 이 노선은 제4궤조 직류 시스템으로 전력을 공급받는다.: 중심 도체 선로가  –210 V, 주행 선로의 외부 도체 선로가 +420 V로, 630 V의 전위차가 있다.
1994년에 폐쇄된, 에핑(Epping)의 북쪽 단선 노선은 현재 에핑 온가르(Epping Ongar) 유산 철도이다. 2013년 5월 현재 노스윌드(North Weald)와 온가르(Ongar) 간, 노스윌드 와 쿠퍼세일(Coopersale) 간에서 주말 셔틀 서비스가 운영된다. 블레이크 홀 역(Blake Hall)은 폐역된 이후 역 승강장도 런던 교통 공사에 의해 철거된 이후 현재 개인 주택으로 밖에 남아있지 않다. 블레이크 홀의 선로는 복구되었지만 열차는 정차하지 않는다.
레이턴 역과 로턴 역의 바로 남쪽 구간은 1856년 8월 22일 이스턴 카운티스 철도(Eastern Counties Railway, ECR)에 의해 개설된 현행 런던 지하철 시스템에서 사용되는 가장 오래된 철도 배열이다. 로턴~에핑 구간은 1865년 4월 24일에 ECR의 후계자인 그레이트이스턴 철도(Great Eastern Railway, GER)에 의해 온가르 구간과 함께 개통했다. 헤이너트 루프(Hainault Loop)는 원래 1903년 5월 1일에 GER에 의해 개통한 페어롭 루프(Fairlop Loop)의 큰 부분이었다.
이 선로의 스트랫포트 역(이전 Chancery Lane)은 런던 지하철 시스템에서 가장 짧은 에스컬레이터를 보유하고 있으며, 높이가 4.1 미터 (13 ft)이며, 스트랫포드와 그린포드는 에스컬레이터가 승객을 열차까지 수송하는 단 둘뿐인 역이다. 그린포드 역은 2014년 3월에 교체 될 때까지 시스템상에 목재 바닥으로 된 마지막 에스컬레이터를 보유했다. 이들은 터널 시스템 밖에 있었기 때문에 화재 규정에서 면제되었다.
이 노선은 레드브리지역에 있는 런던 지하철에서 가장 얕은 고심도 승강장을 가지고 있으며, 도로 아래 겨우 7.9 미터 (26 ft) 떨어져 있고, 쉐퍼드 부시 역과 화이트 시티 역 사이의 가장 굽은 급커브인 캑스턴 커브(Caxton Curve)가 있다.

## 역 목록

### 운영중인 역
| 역명                                  | 사진 | 개업일자/서비스 시행일자 | 지선                  | 특이 사항 | |
| ------------------------------------- | ---- | ------------------------ | --------------------- | --- | --- |
| 웨스트 루이슬립 West Ruislip          |      | 1948년 11월 21일         | 루이슬립 지선         | 내셔널 레일 서비스와 환승 가능. 1906년 루이슬립&이케넘(Ruislip & Ickenham)란 이름의 Great Western and Great Central Joint Committee (GW&GCJC) 역으로 개업. 1947년에 웨스트 루이슬립(포 이케넘)/West Ruislip (for Ickenham)으로 개명. 부역명은 이후 삭제. | |
| 루이슬립 가든스 Ruislip Gardens       |      | 1948년 11월 21일         | 루이슬립 지선         | 1934년 GW&GCJC 역으로 개설, 1958년에 본선 서비스 철수. | |
| 사우스 루이슬립 South Ruislip         |      | 1948년 11월 21일         | 루이슬립 지선         | 내셔널 레일 서비스와 환승 가능. 1908년 노솔트 정션(Northolt Junction)란 이름의 GW&GCJC 역으로 개설, 1932년에 사우스 루이슬립 & 노솔트 정션(South Ruislip & Northolt Junction)으로, 1947년에 현재 이름으로 개명.                                          | |
| 노솔트 Northolt                       |      | 1948년 11월 21일         | 루이슬립 지선         | 1907년 개업한 인근의 GWR 역을 대체. | |
| 그린퍼드 Greenford                    |      | 1947년 6월 30일          | 루이슬립 지선         | 웨스트 일링(West Ealing), 일링 브로드웨이(Ealing Broadway) 및 패딩턴(Paddington)까지 내셔널 레일 서비스를 제공한다. 1904년에 GWR 역으로 개설. 런던 지하철에서 가장 마지막까지 목재 에스컬레이터를 보유한 역으로, 2014년에 철거됨.                        | |
| 페리베일 Perivale                     |      | 1947년 6월 30일          | 루이슬립 지선         | 1904년 "Perivale Halt"란 이름의 GWR 역으로 개설, 1915~20년 일시 폐쇄; 접미사 Halt는 1922년에 제거됨. | |
| 행거 레인 Hanger Lane                 |      | 1947년 6월 30일          | 루이슬립 지선         | | |
| 일링 브로드웨이 Ealing Broadway       |      | 1920년 8월 3일           | 일링 지선             | 디스트릭트 선 및 본선과 환승 가능. 1879년 디스트릭트 철도로 개업, 본선역은 1965년-66년에 개업. | |
| 웨스트 액튼 West Acton                |      | 1923년 11월 5일          | 일링 지선             | | |
| 노스 액튼 North Acton                 |      | 1923년 11월 5일          | 본선                  | GWR역은 1904년에 개업하고, 1913년 현재 위치로 옮긴 후, 1947년 폐쇄되었다. | GWR역은 1904년에 개업하고, 1913년 현재 위치로 옮긴 후, 1947년 폐쇄되었다. |
| 이스트 액튼 East Acton                |      | 1920년 8월 3일           | 본선                  | 우측 통행은 이 역 남동쪽의 화이트 시티에서 약간 떨어진 곳에서 끝난다. | 우측 통행은 이 역 남동쪽의 화이트 시티에서 약간 떨어진 곳에서 끝난다. |
| 화이트 시티 White City                |      | 1947년 11월 23일         | 본선                  | 열차는 이 역을 통해서 우측 통행로 달린다. | 열차는 이 역을 통해서 우측 통행로 달린다. |
| 쉐퍼드 부시 Shepherd's Bush           |      | 1900년 7월 30일          | 본선                  | 2008년에 새단장했다. 역 서쪽에서 화이트 시티 역으로 가는 도중 우측 통행이 시작된다. | 2008년에 새단장했다. 역 서쪽에서 화이트 시티 역으로 가는 도중 우측 통행이 시작된다. |
| 홀랜드 파크 Holland Park              |      | 1900년 7월 30일          | 본선                  | | |
| 노팅 힐 게이트 Notting Hill Gate      |      | 1900년 7월 30일          | 본선                  | 서클 선 및 디스트릭트 선과 환승 가능. | 서클 선 및 디스트릭트 선과 환승 가능. |
| 퀸스웨이 Queensway                    |      | 1900년 7월 30일          | 본선                  | 개통당시 퀸스 로드(Queens Road); 1946년 9월 1일 개명 | 개통당시 퀸스 로드(Queens Road); 1946년 9월 1일 개명 |
| 랭커스터 게이트 Lancaster Gate        |      | 1900년 7월 30일          | 본선                  | | |
| 마블 아치 Marble Arch                 |      | 1900년 7월 30일          | 본선                  | | |
| 본드 스트리트 Bond Street             |      | 1900년 9월 24일          | 본선                  | 주빌리 선과 환승 가능 | 주빌리 선과 환승 가능 |
| 옥스퍼드 서커스 Oxford Circus         |      | 1900년 7월 30일          | 본선                  | 베이컬루 선 및 빅토리아 선과 환승 가능 | 베이컬루 선 및 빅토리아 선과 환승 가능 |
| 토트넘 코트 로드 Tottenham Court Road |      | 1900년 7월 30일          | 본선                  | 노던 선과 환승 가능. 개통당시 옥스퍼드 스트리트(Oxford Street); 1908년 3월 9일 개명. | 노던 선과 환승 가능. 개통당시 옥스퍼드 스트리트(Oxford Street); 1908년 3월 9일 개명. |
| 홀본 Holborn                          |      | 1933년 9월 25일          | 본선                  | 원래 피카딜리 선 역으로 1906년 12월 15일에 개업, 센트럴 선 승강장이 나중에 열리고 역이 홀본(킹스웨이)/Holborn (Kingsway)로 바뀜; 부역명은 나중에 삭제됨.                                                                                                 | 원래 피카딜리 선 역으로 1906년 12월 15일에 개업, 센트럴 선 승강장이 나중에 열리고 역이 홀본(킹스웨이)/Holborn (Kingsway)로 바뀜; 부역명은 나중에 삭제됨.                                                             |
| 챈서리 레인 Chancery Lane             |      | 1900년 7월 30일          | 본선                  | 1934년 6월 25일 챈서리 레인(그레이스 인)/Chancery Lane (Gray's Inn)으로 개명; 부역명은 나중에 삭제됨 | 1934년 6월 25일 챈서리 레인(그레이스 인)/Chancery Lane (Gray's Inn)으로 개명; 부역명은 나중에 삭제됨 |
| 세인트 폴 St. Paul's                  |      | 1900년 7월 30일          | 본선                  | 개통당시 우체국(Post Office); 1937년 2월 1일 개명. | 개통당시 우체국(Post Office); 1937년 2월 1일 개명. |
| 뱅크 Bank                             |      | 1900년 7월 30일          | 본선                  | 서클 선, 디스트릭트 선, 노던 선, 워털루 & 시티 선과 DLR과 환승 가능. | 서클 선, 디스트릭트 선, 노던 선, 워털루 & 시티 선과 DLR과 환승 가능. |
| 리버풀 스트리트 Liverpool Street      |      | 1912년 7월 28일          | 본선                  | 서클 선, 해머스미스 & 시티 선, 메트로폴리탄 선과 환승 가능. | 서클 선, 해머스미스 & 시티 선, 메트로폴리탄 선과 환승 가능. |
| 베스널 그린 Bethnal Green             |      | 1946년 12월 4일          | 본선                  | | |
| 마일 엔드 Mile End                    |      | 1946년 12월 4일          | 본선                  | 디스트릭트 및 해머스미스&시티 선과 공용 승강장을 사용. 1902년에 디스트릭트 철도 서비스를 위해 개설. | 디스트릭트 및 해머스미스&시티 선과 공용 승강장을 사용. 1902년에 디스트릭트 철도 서비스를 위해 개설. |
| 스트랫포드 Stratford                  |      | 1946년 12월 4일          | 본선                  | 주빌리 선, 런던 오버그라운드, DLR 및 내셔널 레일 서비스와 환승 가능. 1839년 이스턴 카운티스 철도 (ECR) 역으로 개설. | 주빌리 선, 런던 오버그라운드, DLR 및 내셔널 레일 서비스와 환승 가능. 1839년 이스턴 카운티스 철도 (ECR) 역으로 개설.                                                                                                  |
| 레이턴 Leyton                         |      | 1947년 5월 5일           | 본선                  | 1856년 로우 레이턴(Low Leyton)이란 ECR 역으로 개설, 1868년 개명. | 1856년 로우 레이턴(Low Leyton)이란 ECR 역으로 개설, 1868년 개명. |
| 레이턴스톤 Leytonstone                |      | 1947년 5월 5일           | 본선                  | 1856년 ECR 역으로 개설. | 1856년 ECR 역으로 개설. |
| 원스태드 Wanstead                     |      | 1947년 12월 14일         | 헤이노 루프           | 전쟁중, 플레시(Plessey) 전자를 위한 군수 공장으로서 공습 대피소와 터널로 사용되었다. | |
| 레드브리지 Redbridge                  |      | 1947년 12월 14일         | 헤이노 루프           | 전쟁중, 레드브리지의 완성된 터널은 플레시 회사(Plessey company)에서 항공기 부품 공장으로 사용되었다. | |
| 간츠 힐 Gants Hill                    |      | 1947년 12월 14일         | 헤이노 루프           | 전쟁중, 플레시(Plessey) 전자를 위한 군수 공장으로서 공습 대피소와 터널로 사용되었다. | |
| 뉴버리 파크 Newbury Park              |      | 1947년 12월 14일         | 헤이노 루프           | 1903년에서 GER 일포드(Ilford)에서 우드포드 페어롭 루프(Woodford Fairlop Loop) 노선 역으로 개업. | |
| 바킹사이드 Barkingside                |      | 1948년 5월 31일          | 헤이노 루프           | 1903년 GER 페어롭 루프 역으로 개업하고 1916–19년 폐쇄. | |
| 페어롭 Fairlop                        |      | 1948년 5월 31일          | 헤이노 루프           | 1903년 GER 페어롭 루프 역으로 개업. | |
| 헤이노 Hainault                       |      | 1948년 5월 31일          | 헤이노 루프           | 1903년 GER 페어롭 루프 역으로 개업하고 1908–30년 폐쇄. | |
| 그랑게 힐 Grange Hill                 |      | 1948년 11월 21일         | 헤이노 루프           | 1903년 GER 페어롭 루프 역으로 개업. | |
| 치그웰 Chigwell                       |      | 1948년 11월 21일         | 헤이노 루프           | 1903년 GER 페어롭 루프 역으로 개업. | |
| 로딩 벨리 Roding Valley               |      | 1948년 11월 21일         | 헤이노 루프           | 열차는 우드퍼드로 계속 이어진다. 페어롭 루프의 LNER 역으로 1936년에 개설. | |
| 스네이크브룩 Snaresbrook              |      | 1947년 12월 14일         | 에핑 지선             | 1856년 ECR에서 스네이크브룩&원스태드(Snaresbrook & Wanstead)라는 이름으로 개설, 1929년 스네이크브룩 포 원스태드(Snaresbrook for Wanstead)로 개명, 이후 센트럴 선으로 이전.                                                                               | 1856년 ECR에서 스네이크브룩&원스태드(Snaresbrook & Wanstead)라는 이름으로 개설, 1929년 스네이크브룩 포 원스태드(Snaresbrook for Wanstead)로 개명, 이후 센트럴 선으로 이전.                                           |
| 사우스 우드퍼드 South Woodford        |      | 1947년 12월 14일         | 에핑 지선             | 1856년 ECR에서 조지레인(George Lane)으로 개설, 1937년 사우스 우드퍼드(조지레인)/South Woodford (George Lane)으로 개명, 1950년에 현재의 이름으로 개명. "(George Lane)" 부역명은 여전히 일부 승강장의 역명판에 표시됨.                                     | 1856년 ECR에서 조지레인(George Lane)으로 개설, 1937년 사우스 우드퍼드(조지레인)/South Woodford (George Lane)으로 개명, 1950년에 현재의 이름으로 개명. "(George Lane)" 부역명은 여전히 일부 승강장의 역명판에 표시됨. |
| 우드퍼드 Woodford                     |      | 1947년 12월 14일         | 에핑 지선/헤이노 루프 | 1856년 ECR 역으로 개설. | 1856년 ECR 역으로 개설. |
| 벅허스트 힐 Buckhurst Hill            |      | 1948년 11월 21일         | 에핑 지선             | 1856년 ECR에서 단선으로 개설, 1881/2년 복선화가 되었을 때 약간 이전되었다. | 1856년 ECR에서 단선으로 개설, 1881/2년 복선화가 되었을 때 약간 이전되었다. |
| 로턴 Loughton                         |      | 1948년 11월 21일         | 에핑 지선             | 1856년 ECR 역으로 개설, 1865년 노선이 Onger로 확장되었을 때 이전, 1940년 다시 이전. | 1856년 ECR 역으로 개설, 1865년 노선이 Onger로 확장되었을 때 이전, 1940년 다시 이전. |
| 데브던 Debden                         |      | 1949년 9월 25일          | 에핑 지선             | 1865년 ECR에서 치그웰 로드(Chigwell Road)으로 개설, 같은 해 말에 치그웰 레인(Chigwell Lane)으로 개명.1916~19년 폐쇄, 센트럴 선으로 이전되면서 현재 이름으로 개명.                                                                                        | 1865년 ECR에서 치그웰 로드(Chigwell Road)으로 개설, 같은 해 말에 치그웰 레인(Chigwell Lane)으로 개명.1916~19년 폐쇄, 센트럴 선으로 이전되면서 현재 이름으로 개명.                                                    |
| 테이던 보아 Theydon Bois              |      | 1949년 9월 25일          | 에핑 지선             | 1865년 GER에서 테이던(Theydon)으로 개설, 이후 같은 해에 개명. | 1865년 GER에서 테이던(Theydon)으로 개설, 이후 같은 해에 개명. |
| 에핑 Epping                           |      | 1949년 9월 25일          | 에핑 지선             | 1865년 GER 역으로 개설. | 1865년 GER 역으로 개설. |

### 폐쇄된 역
- 데넘/Denham; 개업되지 못함. 이 역이 메트로폴리탄 그린 벨트의 외딴 지역에 있었기 때문에 데넘 확장이 중단되었다.
- 헤어필드 로드/Harefield Road; 개업되지 못함. 이 역이 메트로폴리탄 그린 벨트의 외딴 지역에 있었기 때문에 데넘 확장이 중단되었다.
- 우드레인/Wood Lane; 1947년 11월 22일 폐역[10]
- 대영박물관/British Museum; 1933년 9월 24일 폐역[10]
- 노스 윌드/North Weald; 1949년 9월 25일 센트럴 선에 처음 서비스되었다가,[10] 그레이트 이스턴 철도(GER)에 서비스를 인수했다. 1994년 9월 30일 폐역.[10]
- 블레이크 홀/Blake Hall; 1949년 9월 25일 센트럴 선에 처음 서비스되었다. 1981년 10월 31일 폐역.[10]
- 온가르/Ongar; 센트럴 선에 처음 서비스되었다가, 1949년 9월 25일 GER에 서비스를 인수했다.[10] 1994년 9월 30일 폐역.[10]

## 철도 차량

### 과거의 차량

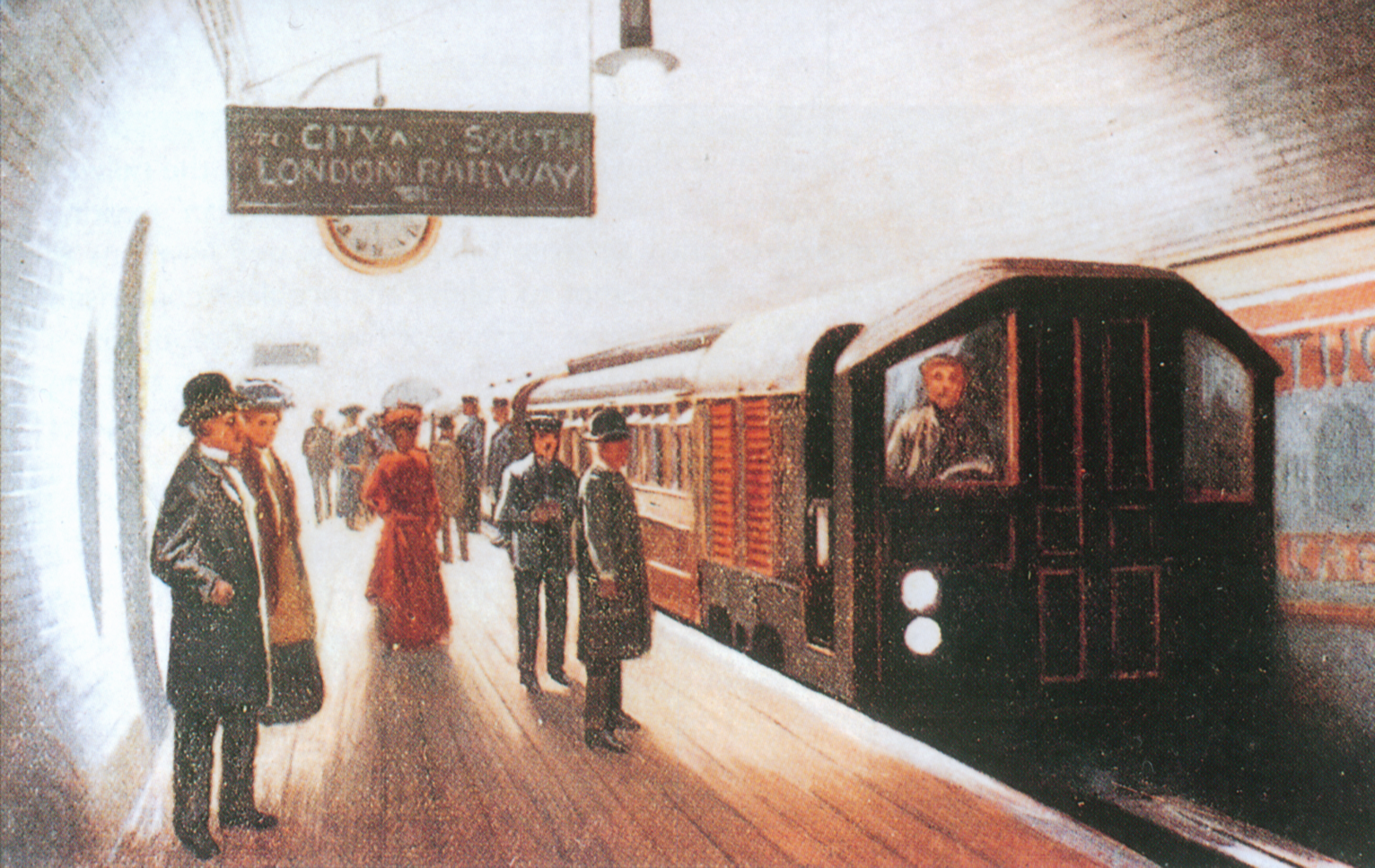
1903년 뱅크 역의 초기 전기 동령분산식 열차의 보기

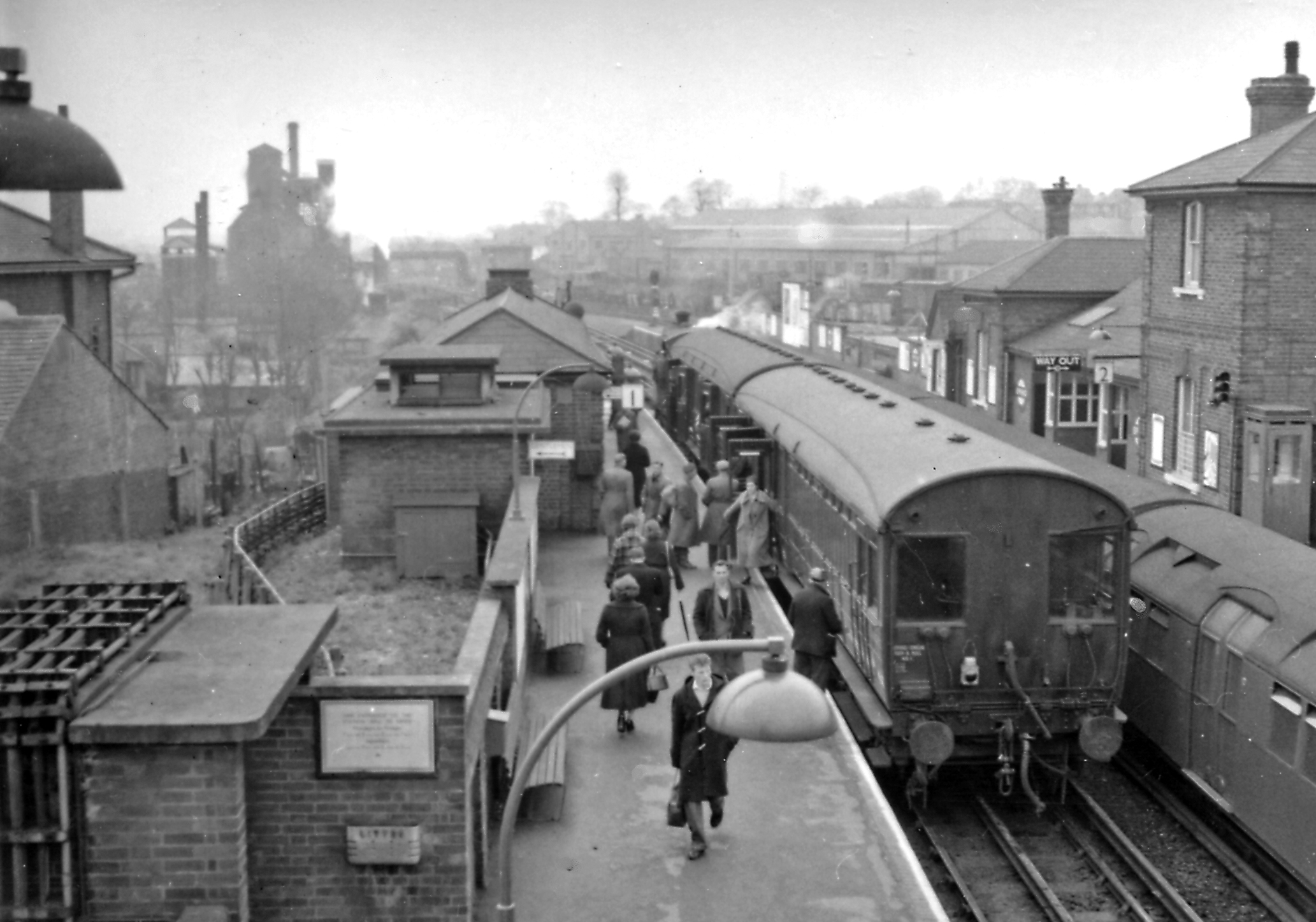
1957년 에핑 역에서 증기 오토트레인 서비스의 스탠다드 차량

철도가 1900년에 개통되었을 때 양쪽 끝에 격자 문을 통해 탑승하는 승객과 객차를 운반하는 전기 기관차에 의해 운영되었다. 기관차에는 스프링이 달려있지 않기 때문에, 경로 위에 있는 건물에서 진동을 느낄수 있었다. 상무원(Board of Trade)의 조사가 있은 후 1903년에 이 객차는 트레일러으로 운행하도록 하고 새로운 동력차를 전기 동력분산식 열차로 구성했다. 센트럴 런던 철도 열차는 일반적으로 트레일러 4량, 동력차 2량으로 총 6량으로 운행했지만, 나중에 일부 차량에는 3량으로 열차를 운행할 수 있는 제어 장비가 장착되었다. 일링 브로드웨이로의 확장을 위해 1912년에 작업이 시작되었으며, 더욱 구동력 있는 새로운 차량이 주문되었다. 이 차량들은 1915년에 도착했지만, 확장 완료는 제1차 세계 대전의 발발로 인해 지연되고 차량은 보관되었다. 1917년 이들 차량은 베이컬루 선에 넘겨주어, 새로 개통된 왓퍼드 정션 행 확장선에서 운행했다. 1920/21년에 다시 돌아왔고 원래의 객차에서 트레일러로 변환되어 일링 차량(Ealing Stock)이 되었다. 1925~28년에 열차가 개조되어 끝 부분의 출입문을 공기구동식으로 교체하여 경비원 수를 2명으로 줄일 수 있었다. 센트럴런던 철도 터널을 재건한 후, 이 열차는 다른 열차에서 가져온 스탠다드 차량(Standard Stock)로 교체되었으며, 기존 열차는 1939년에 마지막으로 운행되었다.
스탠다드 차량(Standard Stock)은 우드 레인 역에서 새로운 화이트 시티 역으로 대체 된 후 8량 투입이 가능해진 1947년까지 6량 열차로 달렸다. 1938년식 차량으로 대체되면서 다른 차량에서 더 많이 옮겨졌다. 1960년대초 피카딜리 선에서 새로운 열차로 재장비하고 새로운 새로운 스탠다드 차량을 센트럴 선으로 이전하여 기존 구형 차량을 대체할 계획이었다, 이중 일부는 제2차 세계 대전 중에 공개되어 점차 신뢰성이 떨어졌다. 그러나 1959년식 차량의 첫 번째 납품이 피카딜리에서 운행된 후에는 이 차량을 7량에서 8량으로 연장하기 위해 추가 비주행 모터 차량과 함께 이 차량을 센트럴 선 용으로 전환하기로 결정되었다. 피카딜리 선의 1959년식 차량을 1962년식 차량으로 전환을 요청받았다. 마지막 스탠다드 차량은 1963년에 센트럴 선에 운행되었고, 1964년 5월까지 모든 1959년식 차량이 피카딜리 선으로 이전되었다.
에핑에서 온가르 구간은 단선으로 1957년까지 전철화되지 않아서, 이전 서비스는 오토트레인(autotrain)을 운행되었으며, 영국 철도에서 도입된 어느 한쪽 끝에서 운전할 수 있는 증기기관차에 장착 된 객차와 1952년 6월 월요일부터 금요일까지 AEC의 3량의 경량 디젤 동력분산식 열차가 셔틀 서비스의 일부를 운영했다. 전철화되면서, 1935년식 차량이 사용되어, 제한된 전류에 대처할 수 있도록 특별히 개조된 4량의 1962년식 차량으로 교체될 때까지 사용되었다. 이 구간은 1994년에 폐쇄되었으며, 지금은 에핑 온가르 철도의 유산이다.
빅토리아 선에 사용되는 자동 열차 운전 장치를 시험하기 위해 1960년식 열차가 변경된 후 헤이노에서 우드포드 구간에서 운행되었던 셔틀이 수정되었다. 1967년식 열차가 도입될 때마다 셔틀 서비스에서 3주 동안 시운전이 있었다.

### 현재의 차량

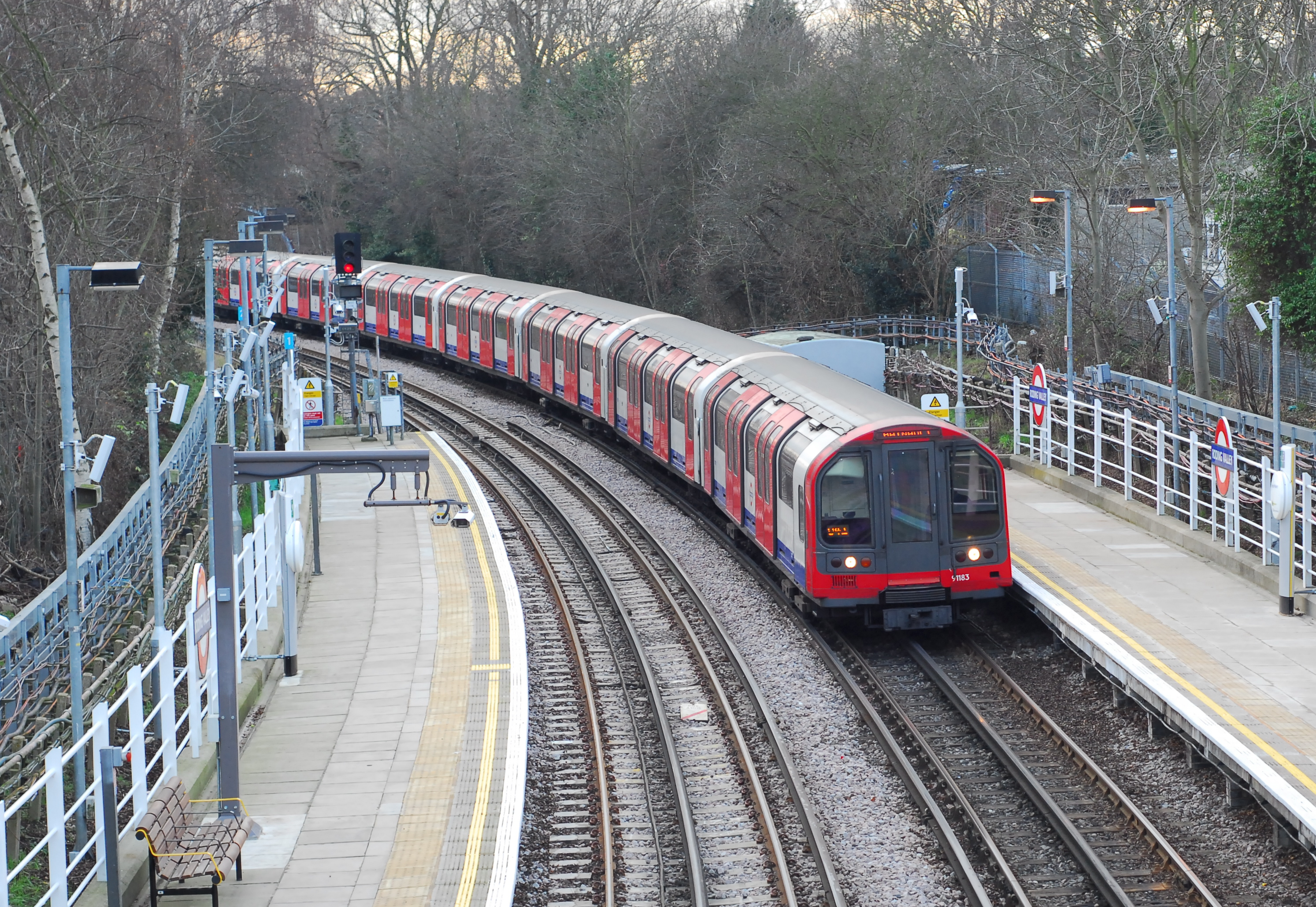
1992년식 전동차

센트럴 선의 신호가 1980년대 후반에 교체 될 필요가 있었을 때, 1959년식 차량을 대체 하고 대략 시기가 만기된 1962년식 차량의 대체를 가져오기로 결정되었다. 시그널링은 빅토리아 선에 사용되는 자동 열차 운전 장치(ATO)의 업데이트된 버전으로 교체했고, 노선 견인 공급 장치가 증대되고 새로운 열차가 제조되었다. 프로토 타입 열차는 열차의 각 객차 외부에 매달아 놓은 두 개의 더블 및 두 개의 단일 회생 제동 및 발전 제동을 제공하는 전자 견인 장치로 제작되었다.
이 계획에 따라 첫 8량의 1992년식 차량이 1993년에 운행을 시작했으며, ATO에 필요한 신호 작업이 진행되는 동안 OPO(1인 운행)가 1994년에서 1995년 사이에 단계적으로 진행되었다. 자동 열차 방호 장치는 웨스트런던에 중앙 통제 센터가있는 1995-97년 및 ATO 1999-2001년에 구현되었다.

### 차량기지
센트럴 선은 웨스트 루이슬립(West Ruislip, 북위 51° 33′ 51″ 서경 0° 25′ 37″ / 북위 51.56417°  서경 0.42694° ), 헤이너트(Hainault, 북위 51° 36′ 29″ 동경 0° 5′ 37″ / 북위 51.60806°  동경 0.09361° , 화이트 시티(White City, 북위 51° 30′ 25″ 서경 0° 13′ 21″ / 북위 51.50694°  서경 0.22250° )로 3개의 차량기지가 있다. 루이슬립 및 헤이너트 차량기지는 1939년에 완성되었다.
제2차 세계 대전 중, 1943년과 1945년 사이에 헤이너트에서 미국 육군 수송단(U.S. Army Transportation Corps)이 차량을 조립하여 루이슬립 차량기지에서 대공포를 만들었다.

## 열차 운행
현재 센트럴 노선은 북쪽으로는 에핑, 우드포드 (헤이너트 경유),페어롭(뉴버리 파크 경유),헤이너트 (뉴버리 파크 경유)까지가 운행 중이고,
남쪽(서쪽)은 일링 브로드웨이, 웨스트 루이슬립, 화이트 시티(차고 들어가는 차량들)까지가 운영중이다.
2015년 8월 기준 비혼잡 시간대 운행은 아래와 같다.:
- 시간당 9대 차량, 루이슬립-에핑 간
- 시간당 3대 차량, 노솔트-로턴 간
- 시간당 9대 차량, 일링 브로드웨이-뉴버리 파크
  - 이중 6대는 뉴버리 파크-헤이너트 간으로 계속된다.
- 시간당 3대 차량, 화이트 시티-헤이너트 간 (뉴버리 파크 경유)
- 시간당 3대 차량, 헤이너트-우드퍼드 간

총 시간당 24대 열차(2분에서 30초 마다 한 대씩)가 화이트 시티와 레이턴스톤 간을 운행한다.
24시간 나이트 튜브(Night Tube) 운행 서비스는 금요일 및 토요일 밤에 일링 브로드웨이-헤이너트 구간을 뉴버리 파크/로턴을 경유하여, 2016년 8월 19일부터 운행하기 시작했다.
2013년 9월, 아침 출근 시간대의 차량 비중이 시간당 34대의 열차로 증가하여, 영국에서 가장 집중적인 열차 서비스를 선보였다. 이전에는 빅토리아 선이 시간당 33대의 열차로 이 기록을 유지했다.

### 참고
1. 1 2 3 4  “Central line facts”. Transport for London. 2012년 12월 1일에 확인함.
2. ↑  “Key facts”. Transport for London. 2011년 12월 15일에 원본 문서에서 보존된 문서. 2012년 12월 1일에 확인함.
3. ↑  “Detailed London Transport Map”. 《carto.metro.free.fr》. 2012년 12월 1일에 확인함.
4. ↑  Martin, Andrew (2012년 4월 26일). 《Underground, Overground: A Passenger's History of the Tube》. London: Profile Books. 137–138쪽. ISBN 978-1-84765-807-4. 2012년 12월 7일에 확인함.
5. ↑  “Timetable”. Epping Ongar Railway. 2013년 5월 29일. 2017년 10월 22일에 원본 문서에서 보존된 문서. 2013년 5월 29일에 확인함.
6. ↑  Brown 2012.
7. ↑  “Key facts”. 《Transport for London》. Transport for London. 2011년 12월 15일에 원본 문서에서 보존된 문서. 2013년 11월 22일에 확인함.
8. ↑  “The last wooden escalator”. 2008년 8월 16일. 2013년 6월 29일에 확인함.
9. ↑  “Tube’s only wooden escalator to carry last passengers”. 11 March 2014. 29 October 2014에 원본 문서에서 보존된 문서. 29 November 2014에 확인함.
10. 1 2 3 4 5 6 7 8  Rose 2007.
11. ↑  Leboff 1994, 152쪽.
12. ↑  Leboff 1994, 117쪽.
13. 1 2  Leboff 1994, 126쪽.
14. ↑  Leboff 1994, 64쪽.
15. ↑  Leboff 1994, 108쪽.
16. ↑  Leboff 1994, 42쪽.
17. ↑  Leboff 1994, 97쪽.
18. ↑  Leboff 1994, 92쪽.
19. ↑  Leboff 1994, 160쪽.
20. 1 2  Leboff 1994, 86쪽.
21. 1 2 3  Leboff 1994, 87쪽.
22. ↑  Leboff 1994, 96쪽.
23. ↑  Leboff 1994, 18쪽.
24. 1 2  Leboff 1994, 54쪽.
25. ↑  Leboff 1994, 65쪽.
26. ↑  Leboff 1994, 63쪽.
27. ↑  Leboff 1994, 115쪽.
28. ↑  Leboff 1994, 127쪽.
29. ↑  Leboff 1994, 27쪽.
30. ↑  Leboff 1994, 41쪽.
31. ↑  Leboff 1994, 134쪽.
32. ↑  Leboff 1994, 53쪽.
33. ↑  Bruce 1988, 25–29쪽.
34. ↑  Bruce 1988, 30쪽.
35. ↑  Bruce 1988, 31–33쪽.
36. ↑  Croome & Jackson 1993, 201–202쪽.
37. ↑  Croome & Jackson 1993, 247–248쪽.
38. ↑  Bruce 1988, 71–72쪽.
39. ↑  Croome & Jackson 1993, 313, 318쪽.
40. ↑  Croome & Jackson 1993, 328쪽.
41. ↑  Bruce 1988, 92쪽.
42. ↑  Day & Reed 2010, 149쪽.
43. ↑  Bruce 1988, 76쪽.
44. ↑  Croome & Jackson 1993, 338쪽.
45. ↑  Croome & Jackson 1993, 470쪽.
46. ↑  Croome & Jackson 1993, 471–473쪽.
47. ↑  Day & Reed 2010, 198쪽.
48. ↑  “Rolling Stock Information Sheets” (PDF). London Underground. 2012년 11월 26일에 확인함.
49. ↑  Day & Reed 2010, 200쪽.
50. ↑  “London Underground Key Facts”. Transport for London. n.d. 2011년 12월 15일에 원본 문서에서 보존된 문서. 2008년 5월 21일에 확인함.
51. ↑  Croome & Jackson 1993, 294–295쪽.
52. ↑  틀:Cite map/Night Tube Map
53. ↑  “Tube improvement plan: Central line”. Transport for London. n.d. 2014년 1월 8일에 확인함.

### 문헌
- Brown, Joe (2012년 10월 1일). 《London Railway Atlas》 3판. Ian Allan Publishing. ISBN 978-0-7110-3728-1.
- Badsey-Ellis, Antony (2005). 《London's Lost Tube Schemes》. Capital Transport. ISBN 1-85414-293-3.
- Bruce, J Graeme (1988). 《The London Underground Tube Stock》. Shepperton: Ian Allan. ISBN 0-7110-1707-7.
- Croome, D.; Jackson, A (1993). 《Rails Through The Clay — A History Of London's Tube Railways》 2판. Capital Transport. ISBN 1-85414-151-1.
- Day, John R; Reed, John (2010) [1963]. 《The Story of London's Underground》 11판. Capital Transport. ISBN 978-1-85414-341-9.
- Green, Oliver (1987). 《The London Underground — An illustrated history》. Ian Allan. ISBN 0-7110-1720-4.
- Horne, Mike A.C. (1987). 《The Central Line: A Short History》. North Finchley: Douglas Rose. ISBN 1-870354-01-X. OCLC 59844512. OL 12070417M.
- Leboff, David (1994). 《London Underground Stations》. Ian Allan. ISBN 978-0-7110-2226-3.
- Rose, Douglas (December 2007) [1980]. 《The London Underground: A Diagrammatic History》 8판. Capital Transport. ISBN 978-1-85414-315-0.